# Saint-Martin-aux-Champs
Saint-Martin-aux-Champs è un comune francese di 101 abitanti situato nel dipartimento della Marna nella regione del Grand Est.

## Amministrazione
Nel 2001 è stato eletto sindaco è Roger Berton e riconfermato nel 2008.

## Società

### Evoluzione demografica
Abitanti censiti